# Волейбол на Играх малых государств Европы 2019
Соревнования по волейболу на XVIII Играх малых государств Европы проходили с 28 мая по 1 июня 2019 года в Будве (Черногория) с участием 6 мужских и 6 женских национальных сборных команд. Было разыграно 2 комплекта наград. Чемпионские титулы у мужчин и женщин выиграли сборные Черногории. 

## Команды-участницы

### Мужчины
Исландия, Кипр, Люксембург, Монако, Сан-Марино, Черногория.

### Женщины
Исландия, Кипр, Лихтенштейн, Люксембург, Мальта, Сан-Марино, Черногория.

## Система проведения турнира
6 команд-участниц турнира у мужчин и 6 у женщин провели однокруговые турниры, по результатам которого была определена итоговая расстановка мест. Первичным критерием при распределении мест является количество побед, затем — набранные очки, соотношение партий, соотношение игровых очков, результаты личных встреч.
За победы со счётом 3:0 и 3:1 команды получали по 3 очка, за победу 3:2 − 2, за поражение 2:3 — 1 очко, за поражения 0:3 и 1:3 очки не начислялись.

## Результаты

### Мужчины
| М | Команда    | 1   | 2   | 3   | 4   | 5   | 6   | И | В | П | С/П  | О  |
| - | ---------- | --- | --- | --- | --- | --- | --- | - | - | - | ---- | -- |
| 1 | Черногория |     | 3:1 | 3:0 | 3:0 | 3:0 | 3:1 | 5 | 5 | 0 | 15:2 | 15 |
| 2 | Кипр       | 1:3 |     | 3:1 | 3:0 | 3:0 | 3:0 | 5 | 4 | 1 | 13:4 | 12 |
| 3 | Люксембург | 0:3 | 1:3 |     | 3:0 | 3:1 | 3:1 | 5 | 3 | 2 | 10:8 | 9  |
| 4 | Сан-Марино | 0:3 | 0:3 | 0:3 |     | 3:2 | 3:1 | 5 | 2 | 3 | 6:12 | 5  |
| 5 | Монако     | 0:3 | 0:3 | 1:3 | 2:3 |     | 3:1 | 5 | 1 | 4 | 6:13 | 4  |
| 6 | Исландия   | 1:3 | 0:3 | 1:3 | 1:3 | 1:3 |     | 5 | 0 | 5 | 4:15 | 0  |

28 мая
Черногория — Исландия 3:1 (23:25, 25:20, 25:21, 25:14); Люксембург — Монако 3:1 (25:16, 25:23, 20:25, 25:21); Кипр — Сан-Марино 3:0 (25:22, 26:24, 25:19).
29 мая
Сан-Марино — Исландия 3:1 (21:25, 25:19, 25:21, 25:20); Кипр — Монако 3:0 (25:20, 25:18, 25:19); Черногория — Люксембург 3:0 (25:13, 26:24, 25:21).
30 мая
Люксембург — Исландия 3:1 (25:16, 24:26, 25:17, 25:17); Черногория — Кипр 3:1 (25:13, 18:25, 25:17, 25:23); Сан-Марино — Монако 3:2 (25:19, 22:25, 26:24, 22:25, 15:11).
31 мая
Монако — Исландия 3:1 (15:25, 25:16, 25:21, 25:22); Черногория — Сан-Марино 3:0 (25:18, 25:18, 25:16); Кипр — Люксембург 3:1 (25:27, 25:21, 25:20, 25:22).
1 июня
Черногория — Монако 3:0 (27:25, 25:22, 25:20); Кипр — Исландия 3:0 (25:15, 25:13, 25:16); Люксембург — Сан-Марино 3:0 (25:19, 25:11, 25:17).

### Женщины
| М | Команда     | 1   | 2   | 3   | 4   | 5   | 6   | И | В | П | С/П  | О  |
| - | ----------- | --- | --- | --- | --- | --- | --- | - | - | - | ---- | -- |
| 1 | Черногория  |     | 3:2 | 3:0 | 3:0 | 3:0 | 3:0 | 5 | 5 | 0 | 15:2 | 14 |
| 2 | Кипр        | 2:3 |     | 3:0 | 3:0 | 3:0 | 3:0 | 5 | 4 | 1 | 14:3 | 13 |
| 3 | Исландия    | 0:3 | 0:3 |     | 3:0 | 3:2 | 3:0 | 5 | 3 | 2 | 9:8  | 8  |
| 4 | Сан-Марино  | 0:3 | 0:3 | 0:3 |     | 3:0 | 3:0 | 5 | 2 | 3 | 6:9  | 6  |
| 5 | Люксембург  | 0:3 | 0:3 | 2:3 | 0:3 |     | 3:1 | 5 | 1 | 4 | 5:13 | 4  |
| 6 | Лихтенштейн | 0:3 | 0:3 | 0:3 | 0:3 | 1:3 |     | 5 | 0 | 5 | 1:15 | 0  |

28 мая
Кипр — Исландия 3:0 (25:18, 25:15, 25:23); Черногория — Лихтенштейн 3:0 (25:12, 25:12, 25:13); Сан-Марино — Люксембург 3:0 (25:20, 25:21, 25:21).
29 мая
Люксембург — Лихтенштейн 3:1 (22:25, 25:21, 25:20, 25:10); Черногория — Кипр 3:2 (25:21, 19:25, 25:19, 18:25, 15:11); Исландия — Сан-Марино 3:0 (26:24, 25:16, 25:11).
30 мая
Кипр — Лихтенштейн 3:0 (25:13, 25:21, 25:12); Черногория — Сан-Марино 3:0 (25:19, 25:11, 25:19); Исландия — Люксембург 3:2 (12:25, 22:25, 25:17, 25:21, 15:11).
31 мая
Исландия — Лихтенштейн 3:0 (25:17, 25:15, 25:21); Черногория — Люксембург 3:0 (25:14, 25:12, 25:21); Кипр — Сан-Марино 3:0 (25:21, 25:18, 25:14).
1 июня
Кипр — Люксембург 3:0 (25:23, 25:13, 25:21); Черногория — Исландия 3:0 (25:13, 25:19, 25:21); Сан-Марино — Лихтенштейн 3:0 (25:16, 25:9, 25:16).

## Итоги

### Положение команд
| Мужчины       | Женщины        |
| ------------- | -------------- |
| Черногория    | Черногория     |
| Кипр          | Кипр           |
| Люксембург    | Исландия       |
| 4. Сан-Марино | 4. Сан-Марино  |
| 5. Монако     | 5. Люксембург  |
| 6. Исландия   | 6. Лихтенштейн |

### Призёры

#### Мужчины
Черногория: Божидар Чук, Йован Делич, Райко Стругар, Милутин Павичевич, Гойко Чук, Марко Вукашинович, Александар Минич, Никола Радонич, Иван Звицер, Лука Бабич, Иван Ечменица, Неманья Перуничич, Никола Лакчевич, Блажо Милич. Главный тренер — Велько Башич.
  Кипр: Мариос Струкаревич, Августинос Саввидис, Панайотес Хризостому, Анореас Хризостому, Деметрис Апостолу, Гавриил Георгиу, Константинос Пафитис, Стефанос Харидиму, Иоаннис Контос, Христос Продрому, Ангелос Алексиу, Антонис Антониу, Маринос Папахристодулу, Сотирис Сиапанис. Главный тренер — Христос Канестраци.
  Люксембург: Арно Маро, Оливье де Кастро, Матея Гайин, Морис ванн Ландеген, Жиль Браас, Ян Люкс, Антони Шумахер, Камиль Рыхлицки, Тим Лавар, Крис Цюйдберг, Филип Глезенер, Макс Функ, Макс Киффер, Янис Фрейденфелс. Главный тренер — Дитер Шолль.

#### Женщины
Черногория: Тамара Роганович, Тияна Тврдишич, Елена Цвийович, Милена Бурзанович, Катарина Будрак, Мария Тушевляк, Мария Милович, Андреа Лакович, Сашка Джурович, Теодора Ракочевич, Николета Перович, Дияна Вукович, Мелиса Ценович, Аня Пейович. Главный тренер — Никола Масоничич.
  Кипр: Василики Риала, Эмилия Деметриу, Христина Дэвид, Эпини Иоанну, Эвита Леониду, Стелла Иоанну, Рания Стилиану, Андреа Хараламбус, Элени Мосфилиоти, Георгия Ставриниду, Андри Иордану, Иоанна Леониду, Катерина Закхеу, Василики Хаджиконстанта. Главный тренер — Яннис Николакис.
  Исландия: Йона Вигфусдоттир, Хелена Гуннарсдоттир, Хьёрдис Эйриксдоттир, Телма Гретарсдоттир, Велина Апостолова, Хильда Эйстейнсдоттир, Сара Стефансдоттир, Сэрун Эйриксдоттир, Гигия Гуднадоттир, Уннур Арнадоттир, Маттильдюр Эйнарсдоттир, Анна-Мария Видаль Боуса, Бирта Бьёрнсдоттир, Кристина Апостолова. Главный тренер — Борха Гонсалес Висенте.